# Галерный остров (Санкт-Петербург)
Гале́рный о́стров — утраченный остров в устье реки Фонтанки на территории Санкт-Петербурга.

## История
Название Галерный остров известно с 1842 года, связано с находящимся в устье реки Фонтанки Галерной верфи (ныне в составе «Адмиралтейских верфей»), где строили гребные многовёсельные суда галеры.
В 1960-е годы присоединён к Коломенскому острову после того, как был частично засыпан один из рукавов реки Фонтанки.